# Оберто I
Оберто (Отберт, Готберт, Губерт) I (італ. Oberto I; д/н — 15 жовтня 975) — пфальцграф Італії, маркграф Мілану, граф Луні, Тортони і Генуї в 951—975 роках.

## Життєпис
Фактичний засновник династії Обертенгів, від якого рід отримав свою назву. Син Адальберта, маркграфа Італії. Перша письмова згадка про Оберто відноситься до 945 року, коли він обіймав посаду пфальцграфа королівського палацу в Павії.
У 951 року стає маркграфом Мілану і Генуї (Східної Лігурії) з підпорядкуванням Корсики, а також графом Луні. На останній здійснював владу через свого брата Амброза, єпископа Алерії. 953 року призначається пфальцграфом Італії. З цього часу фактично став вищим цивільним чиновником Італійського королівства.
Втім у 960 році король Беренгар II позбавив Оберто цієї посади. Тоді він перейшов на бік Оттона I, короля Німеччини, сприявши проходу його війська через альпійські перевали. 962 року після перемоги останнього Оберто повернув собі колишню посаду. Також отримав землі, конфісковані в монастиря Св. Колумбана в Боббіо й отримав права на саме місто Боббіо.
Помер у 975 році. Йому спадкували сини Альберто II і Оберто II.

## Родина
Дружина — Джулія, донька.
Діти:
- Альберто (д/н—1002), маркграф Мілану і Східної Лігурії
- Оберто (д/н—1014), маркграф Мілану і Східної Лігурії
- Адальберт (д/н—1024), сеньйор Пароді
- Ансельм
- Вільгельм, маркграф Кротона
- Берта, дружина графа Оберто Пармського
- Оберто Обіццо (д/н—972)